# Фармацеутско-физиотерапеутска школа Звездара
 Фармацеутско-физиотерапеутска школа Звездара је средња школа основана 2003. године. Налази се на Звездари, у улици Донска 27-29 у Београду.

## Опште информације
Школа је основана 2003. године одлуком Владе Републике Србије, а налази се у насељу Цветкова пијаца у општини Звездара. У оквиру школе омогућено је образовање ученика за доквалификацију и преквалификацију, као и оспособљавање за друге образовне профиле.
У оквиру школе постоје кабинети за практичну наставу, ученици су распоређени у 30 одељења, образују се у подручјима рада као што су фармацеутски техничар, физиотерапеутски техничар, козметички техничар и масер. Школи су додељене Светосавска награда за допринос квалитетном образовању и Видовдански обелиск од Српске академије наука и уметности.